# Kanton Thouars-1
Kanton  is een voormalig kanton van het Franse departement Deux-Sèvres. Het kanton maakte deel uit van het arrondissement Bressuire. Het werd opgeheven bij decreet van 18 februari 2014 met uitwerking op 22 maart 2015.

## Gemeenten
Het kanton Thouars-1 omvatte de volgende gemeenten:
- Brie
- Missé
- Oiron
- Pas-de-Jeu
- Saint-Cyr-la-Lande
- Saint-Jacques-de-Thouars
- Saint-Jean-de-Thouars
- Saint-Léger-de-Montbrun
- Saint-Martin-de-Mâcon
- Taizé
- Thouars (deels, hoofdplaats)
- Tourtenay